# Pontifícia Universitat Gregoriana
La Pontifícia Universitat Gregoriana és una universitat pontifícia situada a Roma (Itàlia). Fundada originalment com a Col·legi Romà (Collegio Romano) el 1551 per sant Ignasi de Loiola, fou la primera universitat fundada per la Companyia de Jesús. El seu nom actual prové del papa Gregori XIII. Està formada per diverses facultats i instituts de diverses disciplines relacionades amb les humanitats, així com un dels departaments de teologia més destacats del món. Té més de 3.000 estudiants de 130 països, 821 diòcesis i 84 instituts religiosos i professors de 40 països.
Disposa de sis facultats (Teologia, Dret Canònic, Filosofia, Història i Béns Culturals de l'Església, Misiologia, Ciències Socials), dos Instituts (Espiritualitat i Psicologia), i quatre centres (Per a la Formació dels Formadors al Sacerdoci, "Cardinal Bea" per a Estudis Jueus, "Alberto Hurtado" per la Fe i la Cultura i Espiritualitat ignasiana).

## Galeria

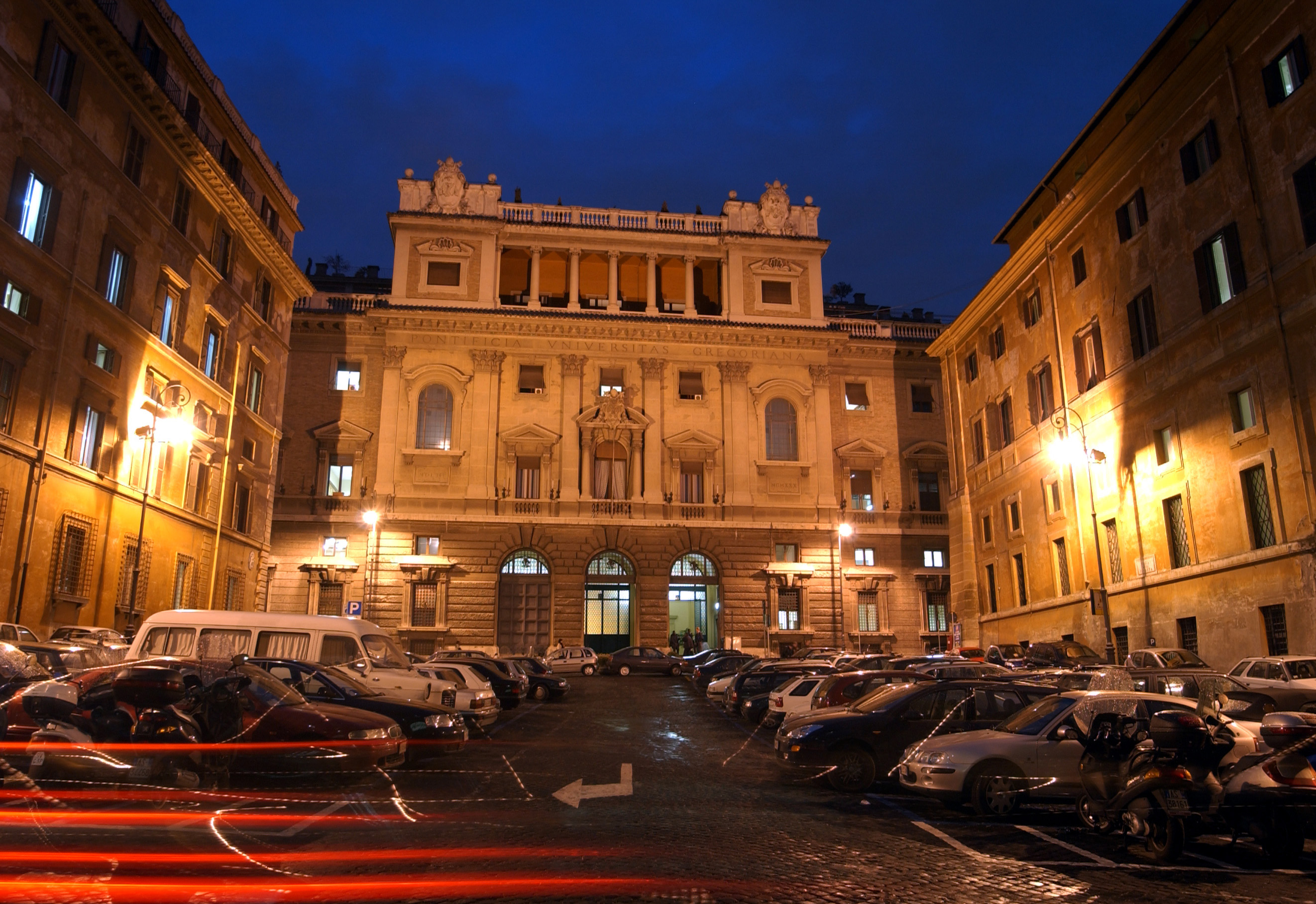
La universitat, de nit
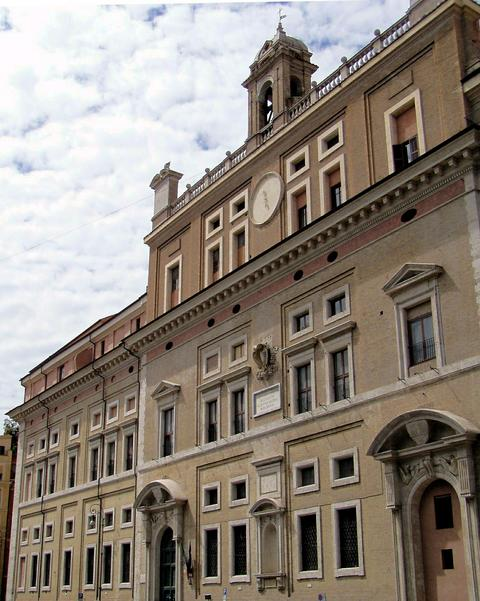
Antics equipaments de la universitat ara són una escola pública
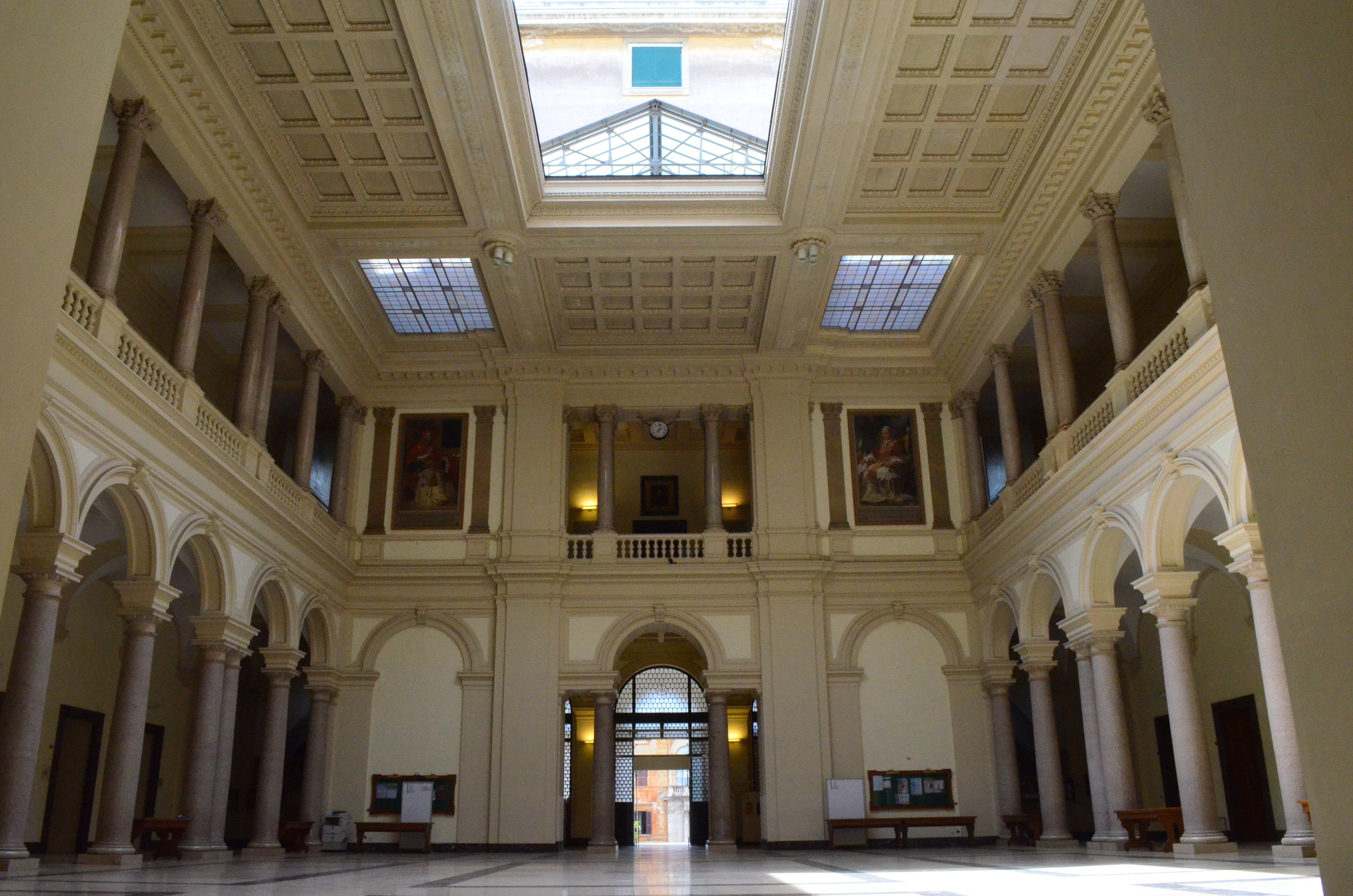
L'atri central de la universitat
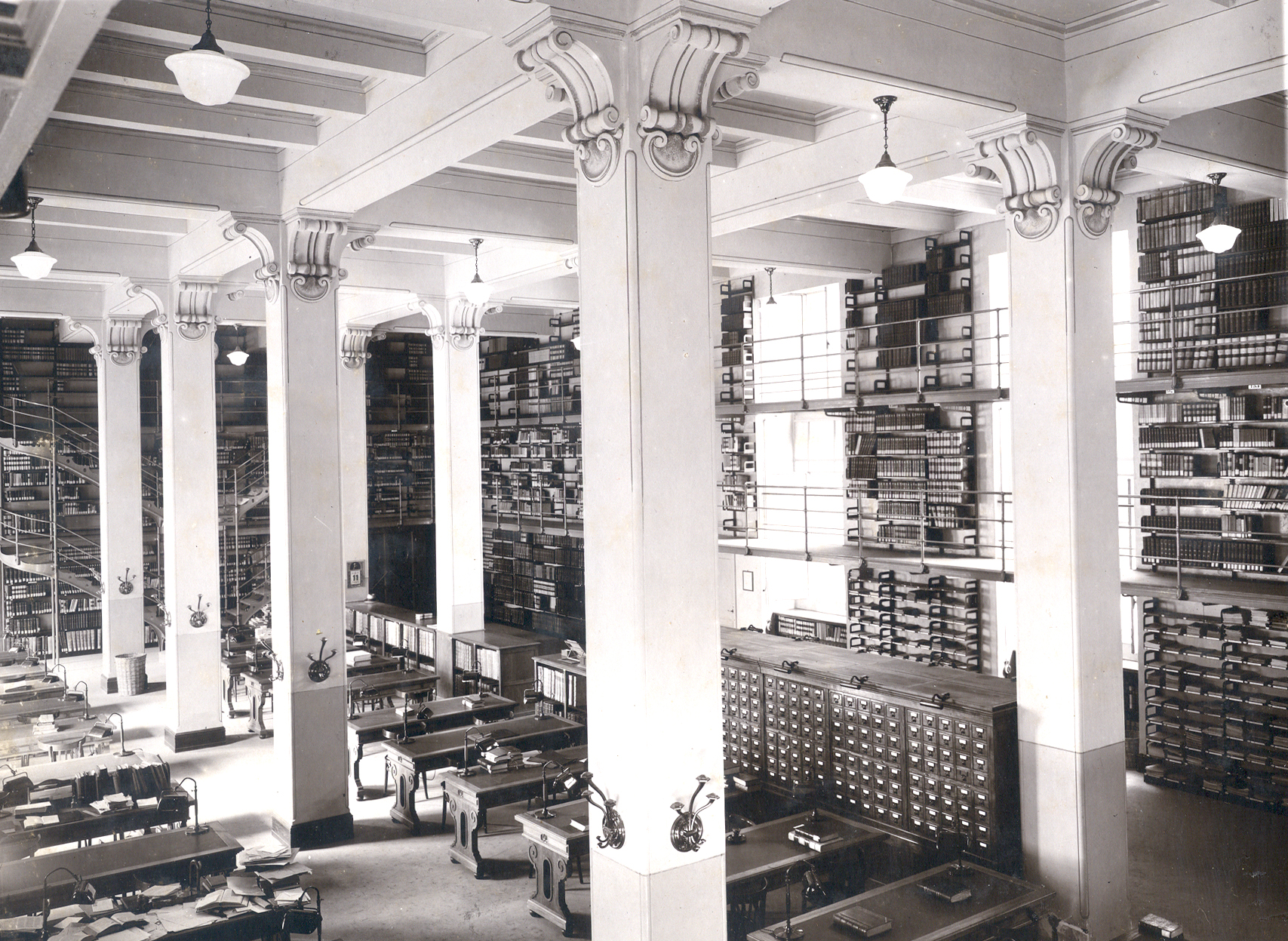
Sala de lectura de la universitat, el 1930